# Obazoa
Obazoa ist ein phylogenetisch festgelegtes Taxon, das einige Protisten, das Reich der Pilze und alle vielzelligen Tiere enthält. Zusammen mit der Schwestergruppe Amoebozoa, die viele ämobide Einzeller, einschließlich einiger Schleimpilze, enthält, bilden sie das Taxon der Amorphea. Der Begriff Obazoa beschreibt durch die Abkürzung OBA (Opisthokonta, Breviatea, Apusomonadida) die dazugehörigen Kladen.

## Systematik
Äußere Systematik
- Eukaryoten
  - Incertae sedis
  - Diaphoretickes
  - Amorphea
    - Amoebozoa
    - Obazoa

Innere Systematik
- Obazoa
  - Breviata
  - Apusomonadida
  - Opisthokonta